# Danina publiczna
Danina publiczna – świadczenie (bezzwrotne lub zwrotne) na rzecz państwa lub innego związku publicznoprawnego (np. gminy, funduszy ubezpieczeń społecznych), ustalane jednostronnie na mocy określonego aktu prawnego, którego realizacja jest zabezpieczona możliwością zastosowania przymusu państwowego. Świadczenie to może mieć formę:
- daniny osobistej (np. obowiązek służby wojskowej),
- daniny rzeczowej (np. obowiązek dostarczania kontyngentów żywnościowych),
- daniny pieniężnej – będące obecnie najpowszechniejszą stosowaną formą danin publicznych.

W ustawie o finansach publicznych pojęcie daniny publicznej, odnosi się do świadczeń pieniężnych, wśród których wymienione zostały:
- podatki,
- składki (tj. na ubezpieczenia społeczne, zdrowotne, składki na Fundusz Pracy, oraz Fundusz Gwarantowanych Świadczeń Pracowniczych),
- opłaty,
- wpłaty z zysku przedsiębiorstw państwowych i jednoosobowych spółek skarbu państwa,
- inne świadczenia pieniężne, których obowiązek ponoszenia na rzecz państwa, jednostek samorządu terytorialnego, państwowych funduszy celowych oraz innych jednostek sektora finansów publicznych wynika z odrębnych ustaw (niemające np. cła, wpłaty na PFRON).

W literaturze wśród danin pieniężnych wyróżnia się:
- podatki,
- cła (niekiedy zaliczane do kategorii podatków),
- składki,
- opłaty,
- dopłaty (pobierane tytułem korzyści, związanych z działaniami jednostek państwowych lub samorządowych, np. opłata melioracyjna, opłata inwestycyjna),
- inne świadczenia pieniężne niemające funkcji represyjnej.

Powyższy podział nie jest podziałem rozłącznym, bowiem niektóre daniny publiczne mają charakter mieszany.
Daniny pieniężne mogą być:
- nieodpłatne (nieekwiwalentnee) – np. podatek, cło, lub
- odpłatne (ekwiwalentne; przysługuje za nią świadczenie wzajemne, np. wykonanie czynności administracyjnej, skorzystanie z usługi) – np. opłata, dopłata, składki.

## Literatura
- B. Brzeziński (red.): Prawo finansów publicznych. Tow. Naukowe Organizacji i Kierownictwa „Dom Organizatora”, Toruń 2012, s. 223-265.
- L. Etel, B. Brzeziński (red.), System prawa finansowego. Tom III – Prawo daninowe, Wolters Kluwer Polska, Warszawa 2010, s. 13-24, 131-340, 855-928.
- L. Lipiec-Warzecha, Ustawa o finansach publicznych: komentarz, Wolters Kluwer Polska, Warszawa 2011, s. 47-53.
- W. Misiąg, A. Nowak-Far, M. Bitner (red.), Ustawa o finansach publicznych: komentarz, C.H. Beck, Warszawa 2015, s. 13-24, 131-340, 855-928.
- A. Wernik, Finanse publiczne, Polskie Wydawnictwo Ekonomiczne, Warszawa 2007, s. 46-49.
- L. Etel, B. Brzeziński (red.), System prawa finansowego. Tom III – Prawo daninowe, Wolters Kluwer Polska, Warszawa 2010, s. 16-22.